# Geo-Political Simulator 3: Masters of the World
Geo-Political Simulator 3: Masters of the World est un jeu vidéo de simulation gouvernementale développé et édité par Eversim, sorti en 2013 sur Windows. Il s'agit d'un jeu vidéo où le joueur prend la tête du gouvernement d'un état du monde. Geo-Political Simulator 3 se situe dans le contexte politique de 2013 et plusieurs personnages jouables ou avec lesquels le joueur peut interagir sont des répliques de chefs de partis, de chefs d'état ou de représentants d'associations laïques ou religieuses. Dans ce simulateur, leur nom est changé, mais la représentation physique est parfois évidente. Le champ des nombreuses interactions possibles comporte des négociations pour des contrats économiques, des communications avec les services secrets, des négociations avec les syndicats et des réponses à diverses demandes dans la population.
Le joueur incarnant un chef d'état peut rencontrer des obstacles comme une crise économique, une guerre avec un autre état, la pression de groupes terroristes ou les différents groupes de pression au sein de son propre pays. Il existe différents défis que le joueur peut débloquer en menant avec succès la politique de son état.

## Macro-gestion et micro-gestion
Le joueur peut utiliser la macro-gestion pour résoudre les problèmes et relever les défis de son état. Par exemple, lorsqu'il contrôle sa monnaie (ce n'est pas le cas dans l'Euro), il peut établir une valeur selon que l'objectif est d'encourager la consommation ou l'épargne. Il peut aussi s'agir d'une macro-gestion lorsque le joueur investit dans des secteurs en difficulté ou qui nécessitent un meilleur développement. Dans ces cas, le joueur n'influence pas directement le changement, mais il met ainsi les conditions pour résoudre le problème.
Le joueur peut prendre des décisions ponctuelles comme de financer un groupe d'opposition étranger, d'établir ou non un lien avec des groupes terroristes, de provoquer un accident important dans un pays étranger, etc.
Lorsqu'il prend part à une guerre, le joueur peut décider de laisser le commandant en chef des armées s'occuper des offensives, ou encore il peut utiliser la micro-gestion pour contrôler ses troupes lors de l'assaut.

## Unités militaires
Il existe plusieurs unités militaires dans ce jeu vidéo. Le nombre d'unités militaires dépend de la production de ces unités par le pays visé, par la quantité de matériel militaire qu'il importe des pays qui en produisent ou des échanges secrets avec le marché noir. Les troupes sélectionnées sont déployées à partir de bases militaires où elles sont stationnées. Un détachement peut compter un à plusieurs milliers d'unités.
- Les troupes de fantassins : Ceux-ci ne nécessitent pas de matériel en particulier, mais leur nombre varie selon que le chef d'état augmente ou réduit le nombre de soldats du pays. Ces unités combattent à courte distance et peuvent capturer des villes. Se déplacent par voie terrestre ou maritime (transports).
- Commandos : Unité de fantassins spécialisés qui peuvent être transportés rapidement sur le terrain par voie aérienne.
- Les chars d'assaut : Cette unité nécessite d'avoir la production ou l'achat de chars d'assaut. Ces unités combattent à courte portée, mais avec une résistance supérieure aux troupes de fantassins. Se déplacent par voie terrestre ou maritime (transports).
- Les hélicoptères d'assaut : Unités qui nécessitent d'avoir la production ou l'achat d'hélicoptères. Celles-ci combattent à courte portée, avec une puissance légèrement supérieure aux chars d'assaut. Se déplacent par voie aérienne rapidement.
- Les avions de combat : Unités qui nécessitent d'avoir la production ou l'achat d'avions de combat. Ces unités projettent des missiles à longue portée et sont plus puissantes que les fantassins, les chars, les hélicoptères et les commandos. Se déplacent très rapidement par voie aérienne.
- Les lance-missiles : Unités qui nécessitent une production ou l'achat de ce matériel. Ces unités projettent des missiles à longue portée et se déplacent par voie terrestre ou maritime (transports).

## Accueil

### Ventes
Au Japon, Geo-Political Simulator 3: Masters of the World est le 2ème jeu le plus vendu sur la plateforme DMM Games en 2014.